# Esllavissada d'Enga de 2024
L'Esllavissada d'Enga de 2024 va ser una esllavissada de terra a Mulitaka, Papua Nova Guinea, el 24 de maig de 2024. En un primer s'estimava que més de 2.000 persones havien mort; tanmateix, només es van recuperar sis cossos. Molts altres estan desapareguts, entre ells uns 2.500 només als pobles de Kaokalam i Tulipana. És el desastre natural més mortífer del país des del terratrèmol de Papua Nova Guinea de 1998, i l'esllavissada de terra més mortífera a escala mundial des de la tragèdia de Vargas.

## Context
Papua Nova Guinea ha experimentat regularment esllavissades de terra mortals a causa del seu terreny muntanyós, el clima, el clima, la pobresa i la mala gestió del govern. El 2024, el país va patir pluges intenses i inundacions. Un esllavissament de terra a l'abril va matar 14 persones, mentre que un altre un mes abans va matar-ne almenys 21.

### Causa
El 18 de maig, a 4.5 earthquake occurred 105 km (65 mi) west of where the landslide happened. It struck 126.2 km (78.4 mi) below the surface. A local said this may have caused the landslide. The Red Cross said that there was no indication that the earthquake caused it, instead attributing it to either gold mining or heavy rain.

## Impacte
L'esllavissada de terra es va produir aproximadament a les 03:00 PGT del 24 de maig (17:00 UTC del 23 de maig), després que una gran quantitat de deixalles caiguessin pels vessants de pedra calcària del mont Mungalo. Va destruir sis pobles a Maip Muritaka Rural LLG. Només al poble de Kaokalam, desenes de cases van ser destruïdes i s'estima que 500 persones van ser enterrades sota la runa. Es va bloquejar una carretera prop de la mina d'or de Porgera i es van destruir 150 metres de la carretera principal que porta a Kaokalam, el que va dificultat el subministrament de combustible i mercaderies.> Un equip de construcció de carreteres que treballava a l'autopista també va quedar enterrat a l'esllavissada.
Aproximadament 2.000 persones van ser enterrades sota la runa del poble de Tulipana. La Highlands Highway que connectava la zona amb Port Moresby, la capital, també va ser bloquejada. Els jardins que alimentaven el poble i els seus tres rierols d'aigua van ser enterrats i destruïts. Un funcionari de l'Organització Internacional per a les Migracions va estimar que la superfície coberta per l'esllavissada equival a entre "tres i quatre camps de futbol". Es va estimar que els residus mesuraven de 6 metres a 8 metres de profunditat.
Les estimacions contradictòries de víctimes van sorgir després del desastre, que es va atribuir a la manca d'estadístiques de població actualitzades des de l'últim cens nacional de l'any 2000. El 27 de maig, es va calcular que només al poble de Yambali podrien haver mort 2.000 persones per l'esllavissada. Aquestes xifres no van ser confirmades pels funcionaris governamentals. Més de 4.000 persones es van veure afectades directament. Es van recuperar cinc cossos i una cama d'una sisena víctima. Set persones van resultar ferides i altres quatre van ser rescatades, mentre que es va informar que 1.182 habitatges havien estat destruïdes o enterrades, desplaçant unes 1.250 persones. També es creu que van ser enterrats més de 5.000 porcs, 100 botigues i cinc vehicles, així com dos centres sanitaris. 250 habitatges addicionals van enrunar-se a causa de les condicions inestables del sòl, i van desplaçar unes 1.250 persones.

## Conseqüències
El primer ministre James Marape va anunciar que la Força de Defensa de Papua Nova Guinea havia estat enviada al lloc dels fets per dur a terme treballs de socors, recuperar cossos i reconstruir la infraestructura destruïda. També es van enviar policies, metges, enginyers i personal de les Nacions Unides, mentre que alguns locals van actuar com a socorristes. Al capvespre, el personal de rescat del lloc dels fets van utilitzar una excavadora mecànica i eines per intentar localitzar els supervivents.
L'agència humanitària internacional CARE i la Societat de la Creu Roja de Papua Nova Guinea van dir que estaven avaluant la situació. CARE va dir més tard que unes 4.000 persones necessitaven ajuda humanitària després del desastre, incloses les persones desplaçades durant els enfrontaments intertribals el febrer de 2024. Austràlia, França i els Estats Units van dir que estaven preparats per ajudar en els esforços humanitaris. Els treballs de rescat es van veure obstaculitzats per grans roques i arbres caiguts, amb la Creu Roja estimant que trigaria fins a dos dies a arribar l'ajuda humanitària. El comandant de la policia Martin Kelei va informar que els esforços de recuperació s'havien complicat encara més pel perill potencial d'esllavissades de terra addicionals causades per l'eliminació de runes. La coordinadora de CARE Australia, Justine McMahon, va declarar que la inestabilitat i el canvi del lloc del desastre i les previsions de pluges futures podrien provocar que amenacessin més esllavissades, personal de rescat i socorrisme. L'agència de migració de les Nacions Unides de Papua Nova Guinea, Serhan Aktoprak, va dir que l'esllavissada va engolir i bloquejar tres rierols situats a prop dels pobles afectats, remullant encara més el terreny i augmentant el risc de futures esllavissades a l'àrea de recuperació. Segons ABC News, només els helicòpters podrien accedir a Kaokalam.
Els combois humanitaris es van desplegar per carretera des de la capital provincial Wabag cap a la zona del desastre a partir del 25 de maig i van ser escortats per la Força de Defensa de Papua Nova Guinea a causa dels enfrontaments intertribals a Tambitanis, que hi ha al llarg del camí, i on van morir vuit persones i 35 cases i negocis van ser cremats per la violència. El ministre de Defensa, Billy Joseph, i el director del Centre Nacional de Desastres de PNG, Laso Mana, van visitar Wabag el 26 de maig per avaluar els esforços de recuperació. La mina Porgera també es va comprometre a proporcionar excavadores mecàniques per ajudar en les operacions de rescat i neteja de carreteres. El Centre Nacional de Desastres va alliberar K500.000 en ajuda al govern provincial d'Enga. L'equipament pesat va arribar al lloc el 26 de maig, i s'esperava que la Força de Defensa de Papua Nova Guinea en tragués més des de Lae tan aviat com el 28 de maig.